# Jochen A. Bär
Jochen A. Bär (* 1967 in Heidelberg) ist ein deutscher Germanist (Linguist). Er ist Professor für Germanistische Linguistik an der Universität Vechta und (seit 2015) Mitglied des Hauptvorstandes der Gesellschaft für deutsche Sprache. Seit 2025 ist er deren Vorsitzender.

## Leben und Wirken

### Werdegang
Bär studierte die Fächer Deutsche Philologie und Philosophie an der Universität Heidelberg. 1993 legte er das Magisterexamen ab. Von 1993 bis 1998 war er wissenschaftlicher Mitarbeiter am Heidelberger Germanistischen Seminar (Arbeitsstelle Frühneuhochdeutsches Wörterbuch). 1998 wurde er bei Oskar Reichmann mit der Arbeit Sprachreflexion der deutschen Frühromantik promoviert. Er war danach drei Jahre lang wissenschaftlicher Mitarbeiter in der Geschäftsstelle der Gesellschaft für deutsche Sprache (GfdS) in Wiesbaden und dort zuständig unter anderem für die Dokumentation zur deutschen Gegenwartssprache und für telefonische und schriftliche Sprachberatung. 2000 übernahm er die Leitung des Sprachberatungsdienstes der GfdS. 2001 ging er zurück an die Universität Heidelberg und wurde Assistent bei Oskar Reichmann. 2008 habilitierte er sich mit einer Grundlagenarbeit zur linguistischen Hermeneutik und erhielt die Venia legendi im Fach Germanistische Linguistik.
Nach Professurvertretungen an der Universität Gießen, der Universität Heidelberg, der Pädagogischen Hochschule Heidelberg sowie der RWTH Aachen nahm er 2012 einen Ruf auf die Professur für Germanistische Sprachwissenschaft an der Universität Vechta an; 2021 bis 2023 war er Dekan der dortigen Fakultät für Geistes- und Kulturwissenschaften. Als Gastprofessor war er unter anderem an den Universitäten Bristol, Aosta und Prag tätig.

### Arbeitsgebiete
Bärs Arbeitsschwerpunkte fallen in die „Kulturlinguistik“. Zu ihnen gehören theoretische und empirische Semantik, Begriffsgeschichte (insbesondere des 18. und 19. Jahrhunderts), Sprachgeschichte des Deutschen (von den Anfängen bis zur Gegenwart), Grammatik des Deutschen, Sprachreflexion in Geschichte und Gegenwart sowie Angewandte Linguistik (Literaturlinguistik, Sprachkritik, Sprachauskunft/-beratung).
Bär ist Herausgeber des begriffshistorischen Nachschlagewerks Zentralbegriffe der klassisch-romantischen „Kunstperiode“ (1760–1840), Mitglied der Gesellschaft für germanistische Sprachgeschichte, der Forschungsnetzwerke Literaturlinguistik, Sprache und Wissen und Kulturlinguistik und des Arbeitskreises Linguistische Sprachkritik.

## Veröffentlichungen (Auswahl)

### Monographien
- Sprachreflexion der deutschen Frühromantik. Konzepte zwischen Universalpoesie und Grammatischem Kosmopolitismus. Mit lexikographischem Anhang. Walter de Gruyter, Berlin/New York 1999 (Studia Linguistica Germanica 50). ISBN 978-3-11-080781-3.
- Eine kurze Geschichte der deutschen Sprache. Vechta 2013.
- Hermeneutische Linguistik. Theorie und Praxis grammatisch-semantischer Interpretation. Grundzüge einer Systematik des Verstehens. Walter de Gruyter, Berlin/München/Boston 2015. ISBN 978-3-11-040519-4.
- Das Jahr der Wörter. 365 lexikalische Streiflichter. Unter Mitarb. v. Luisa aus dem Moore, Kirsten Grote-Bär, Christian Daniel Kreuz, Wilfried Kürschner, Jana-Katharina Mende, David Römer, Pamela Steen, Jana Tereick, Vera Willgosch. Edition Oldenburgische Volkszeitung, Vechta 2015. ISBN 978-3-9816401-2-0.

### Herausgeberschaft
- (zusammen mit Petra Kiedaisch): Heiterkeit. Konzepte in Literatur und Geistesgeschichte. Wilhelm Fink, München 1997, ISBN 978-3-7705-3183-7.
- Von „aufmüpfig“ bis „Teuro“. Die „Wörter der Jahre“ 1971–2002. Duden, Mannheim/Leipzig/Wien/Zürich 2003 (Thema Deutsch 4), ISBN 978-3-411-90102-9. Zweite, vollständig neu bearbeitete Auflage zusammen mit Jana Tereick: Von „Szene“ bis „postfaktisch“. Die „Wörter des Jahres“ der Gesellschaft für deutsche Sprache 1977 bis 2016. Georg Olms, Hildesheim 2017 (Thema Deutsch 14), ISBN 978-3-487-15625-5.
- (zusammen mit Thorsten Roelcke/Anja Steinhauer): Sprachliche Kürze. Konzeptuelle, strukturelle und pragmatische Aspekte. Walter de Gruyter, Berlin/New York 2007 (Linguistik – Impulse und Tendenzen 27), ISBN 978-3-11-020434-6.
- Zentralbegriffe der klassisch-romantischen „Kunstperiode“ (1760–1840). Wörterbuch zur Literatur- und Kunstreflexion der Goethezeit. http://www.zbk-online.de/ 2010 ff.
- (zusammen mit Marcus Müller): Geschichte der Sprache – Sprache der Geschichte. Probleme und Perspektiven der historischen Sprachwissenschaft des Deutschen. Oskar Reichmann zum 75. Geburtstag. Akademie-Verlag, Berlin 2012 (Lingua Historica Germanica 3). ISBN 978-3-05-005111-6.
- (zusammen mit Anja Lobenstein-Reichmann/Jörg Riecke: Handbuch Sprache in der Geschichte. Walter de Gruyter, Berlin/Boston 2019 (Handbücher Sprachwissen 8), ISBN 978-3-11-029611-2.
- Hg. (2021): Historische Text- und Diskurssemantik. Berlin/Boston (Jahrbücher für Germanistische Sprachgeschichte 11).